# Tyszki-Nadbory
Tyszki-Nadbory je mjesto u Mazowiecku vojvodstvu, (povjat ostrołęcki), u središnjoj Poljskoj. Blizu mjesta je grad Ostrołęka.
Naselje je postojalo još u 15. stoljeću, a sada ima 60 stanovnika.